# Lithospermum cinereum
Lithospermum cinereum är en strävbladig växtart som beskrevs av Dc. Lithospermum cinereum ingår i släktet stenfrön, och familjen strävbladiga växter. Inga underarter finns listade i Catalogue of Life.